# Lithurgus lissopoda
Lithurgus lissopoda är en biart som först beskrevs av Cameron 1908.  Lithurgus lissopoda ingår i släktet Lithurgus och familjen buksamlarbin. Inga underarter finns listade i Catalogue of Life.